# Hyposmocoma argomacha
Hyposmocoma argomacha là một loài bướm đêm thuộc họ Cosmopterigidae. Nó là loài đặc hữu của Hawaii. Loài địa phương ở Kilauea.
Ấu trùng ăn Smilax species. 